# Harvey Dubner
Harvey Dubner (14 de julio de 1928– 23 de octubre de 2019) fue un ingeniero eléctrico y matemático estadounidense, conocido por sus contribuciones para encontrar grandes números primos.

## Semblanza
Dubner, nacido en 1928, residió la mayor parte de su vida en Nueva Jersey. En 1984, junto con su hijo Robert colaboró en el desarrollo del 'Dubner Cruncher', una placa que usaba un chip de filtro de respuesta de impulso finito comercial para acelerar drásticamente la multiplicación de números multi-precisión medianos, a niveles competitivos con las supercomputadoras de la época, aunque su enfoque se centró más tarde cambiado a la implementación eficiente de algoritmos basados en la transformada rápida de Fourier en computadoras personales.
Encontró muchos números primos grandes de formas especiales: repunits, primos de Fibonacci, primos de Lucas, primos gemelos, primos de Sophie Germain, primos de Belfegor y primos en progresión aritmética. En 1993 era el responsable del descubrimiento de más de la mitad de los números primos conocidos de más de dos mil cifras.
También fue el autor de la conjetura de Dubner.
Falleció en Nueva Jersey en el 2019 a los 91 años de edad.